# Zespół Nievergelta

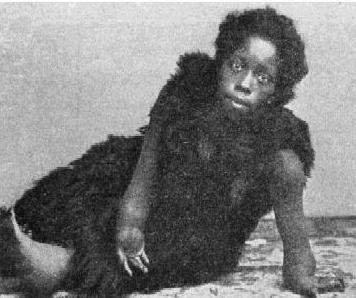
Alice Vance jako „Das Baerenweib”, przypuszczalnie przykład zespołu Nievergelta

Zespół Nievergelta (dysplazja mezomeliczna typu Nievergelta, ang. Nievergelt dysplasia) – rzadki zespół wad wrodzonych, charakteryzujący się malformacjami kości długich: promieniowej, łokciowej, piszczelowej i strzałkowej. Nazwa zespołu pochodzi od nazwiska szwedzkiego ortopedy i chirurga Kurta Nievergelta, który opisał przypadek choroby w 1944 roku. Urban i Kruger zasugerowali, że Alice Vance z Mount Pleasant w Teksasie, pokazywana jako atrakcja na wystawie światowej w Antwerpii w 1894 roku jako „Das Baerenweib” (niem. „niedźwiedzioręka”) cierpiała na zespół Nievergelta.